# Onychogomphus grammicus
Onychogomphus grammicus – gatunek ważki z rodziny gadziogłówkowatych (Gomphidae).